# Speza Petra
Speza Petra o Speza Preda (Genova, XII sec.) è stato Console Maggiore della Repubblica di Genova nel 1182 e nel 1188, capostipite della famiglia consolare genovese che prese poi il cognome Spezzapetra oggi Schiappapietra.

## Origini
La famiglia Speza Pietra è una delle più antiche famiglie genovesi, che ha contrassegnato l'epoca Consolare della Repubblica di Genova. Essa costituisce il ramo genovese della famiglia Pietra (Petra o Preda) di Pavia, insediatosi dapprima a Mongiardino, Vobbia e poi nel XII secolo nella città di Genova.